# Тэнна
Тэнна или Тэнва (яп. 天和 тэнна, тэнва, небесное императорское спокойствие) — девиз правления (нэнго) японского императора Рэйгэна, использовавшийся с 1681 по 1684 год.

## Продолжительность
Начало и конец эры:
- 29-й день 9-й луны 9-го года Эмпо (по григорианскому календарю — 9 ноября 1681);
- 21-й день 2-й луны 4-го года Тэнна (по григорианскому календарю — 5 апреля 1684).

## Происхождение
Название нэнго было заимствовано из 7-го цзюаня древнекитайского сочинения Хоу Ханьшу:「天人協和、万国咸寧」.

## События
- 1681 год (1-й год Тэнна) — Токугава Цунаёси вступил в должность сёгуна[7];
- 5 февраля 1681 года (28-й день 12-й луны 1-го года Тэнна) — пожар в Эдо[8];
- 1682 год (2-й год Тэнна) — Хэйан-кё и окрестности пострадали от голода[8];
- 1682 год (2-й год Тэнна) — в столице казнили 50 поджигателей — по одному преступнику в неделю[9];
- 1682 год (2-й год Тэнна) — Ихара Сайкаку написал повесть «Любвеобильный кавалер» (Косёку итидай отоко)[10];
- 1683 год (3-й год Тэнна) — для борьбы с грабежами было создано полицейское спецподразделение[9];
- 1683 год (3-й год Тэнна) — Великий пожар годов Тэнна, который унёс жизни более 3500 человек[11];
- 3 марта 1683 года (5-й день 2-й луны 3-го года Тэнна) — за поджог была сожжена на костре Яоя Осити, 14-летняя приемная дочь городского овощника по имени Таробэй, которая на почве несчастной любви попыталась поджечь лавку[9]; её поступок стал одним из популярных сюжетов в японской культуре[11];
- 1683 год (3-й год Тэнна) — появился первый в Японии универмаг «Мицукоси»[12];
- 1684 год (4-й год Тэнна) — убийство даймё Хотта Масатоси (яп. 堀田 正俊) прямо на глазах у сёгуна Цунаёси; после этого случая в целях безопасности было решено увеличить дистанцию между сёгуном и государственными советниками, которым отвели другое помещение[13];

## Сравнительная таблица
Ниже представлена таблица соответствия японского традиционного и европейского летосчисления. В скобках к номеру года японской эры указано название соответствующего года из 60-летнего цикла китайской системы гань-чжи. Японские месяцы традиционно названы лунами.
| 1-й год Тэнна (Металлический Петух) | 1-я луна*       | 2-я луна   | 3-я луна* | 4-я луна* | 5-я луна* | 6-я луна                | 7-я луна*  | 8-я луна    | 9-я луна*   | 10-я луна  | 11-я луна  | 12-я луна     |                |
| ----------------------------------- | --------------- | ---------- | --------- | --------- | --------- | ----------------------- | ---------- | ----------- | ----------- | ---------- | ---------- | ------------- | -------------- |
| Григорианский календарь             | 19 февраля 1681 | 20 марта   | 19 апреля | 18 мая    | 16 июня   | 15 июля                 | 14 августа | 12 сентября | 12 октября  | 10 ноября  | 10 декабря | 9 января 1682 |                |
| Юлианский календарь                 | 9 февраля 1681  | 10 марта   | 9 апреля  | 8 мая     | 6 июня    | 5 июля                  | 4 августа  | 2 сентября  | 2 октября   | 31 октября | 30 ноября  | 30 декабря    |                |
| 2-й год Тэнна (Водяная Собака)      | 1-я луна*       | 2-я луна   | 3-я луна  | 4-я луна* | 5-я луна* | 6-я луна*               | 7-я луна   | 8-я луна*   | 9-я луна    | 10-я луна* | 11-я луна  | 12-я луна     |                |
| Григорианский календарь             | 8 февраля 1682  | 9 марта    | 8 апреля  | 8 мая     | 6 июня    | 5 июля                  | 3 августа  | 2 сентября  | 1 октября   | 31 октября | 29 ноября  | 29 декабря    |                |
| Юлианский календарь                 | 29 января 1682  | 27 февраля | 29 марта  | 28 апреля | 27 мая    | 25 июня                 | 24 июля    | 23 августа  | 21 сентября | 21 октября | 19 ноября  | 19 декабря    |                |
| 3-й год Тэнна (Водяная Свинья)      | 1-я луна        | 2-я луна*  | 3-я луна  | 4-я луна* | 5-я луна  | 5-я луна (високосная) * | 6-я луна*  | 7-я луна    | 8-я луна*   | 9-я луна   | 10-я луна* | 11-я луна     | 12-я луна      |
| Григорианский календарь             | 28 января 1683  | 27 февраля | 28 марта  | 27 апреля | 26 мая    | 25 июня                 | 24 июля    | 22 августа  | 21 сентября | 20 октября | 19 ноября  | 18 декабря    | 17 января 1684 |
| Юлианский календарь                 | 18 января 1683  | 17 февраля | 18 марта  | 17 апреля | 16 мая    | 15 июня                 | 14 июля    | 12 августа  | 11 сентября | 10 октября | 9 ноября   | 8 декабря     | 7 января 1684  |
| 4-й год Тэнна (Деревянная Крыса)    | 1-я луна*       | 2-я луна   | 3-я луна  | 4-я луна* | 5-я луна  | 6-я луна*               | 7-я луна   | 8-я луна*   | 9-я луна*   | 10-я луна  | 11-я луна* | 12-я луна     |                |
| Григорианский календарь             | 16 февраля 1684 | 16 марта   | 15 апреля | 15 мая    | 13 июня   | 13 июля                 | 11 августа | 10 сентября | 9 октября   | 7 ноября   | 7 декабря  | 5 января 1685 |                |
| Юлианский календарь                 | 6 февраля 1684  | 6 марта    | 5 апреля  | 5 мая     | 3 июня    | 3 июля                  | 1 августа  | 31 августа  | 29 сентября | 28 октября | 27 ноября  | 26 декабря    |                |

* звёздочкой отмечены короткие месяцы (луны) продолжительностью 29 дней. Остальные месяцы длятся 30 дней.